# Pieter Hermsen
Pieter Hermsen (Hilvarenbeek, 21 januari 1961) is een Nederlands componist en pianist.

## Levensloop
Hermsen studeerde piano aan het Brabants Conservatorium te Tilburg onder ander bij Alexander Hrisanide en Theo Bles en muziektheorie bij Jan van Dijk. Vanaf 1984 studeerde hij bij Frederik Devreese ook compositie. Deze studie sloot Hermsen in 1988 af. Hermsen heeft een voorliefde voor de muziek van Olivier Messiaen, Arnold Schönberg en Theo Loevendie. 
Als componist is hij bekend geworden door het werk Melodra in Ska (1988) voor harmonieorkest, waarmee hij in 1988 de Hilvarenbeekse Muziekprijs won. 

## Composities

### Werken voor harmonie- en fanfareorkest
- 1988 Melodra in Ska, voor harmonieorkest
- 1988 Euphoria, voor fanfareorkest

- International Standard Name Identifier: 0000 0000 5078 9928
- Library of Congress Control Number: nb2006002102
- Nederlandse Thesaurus van Auteursnamen: 353978892
- Virtual International Authority File: 19201991
- WorldCat: E39PBJhCKRVfQ7xpkpQFyPFkDq